# Landet, Svendborgs kommun

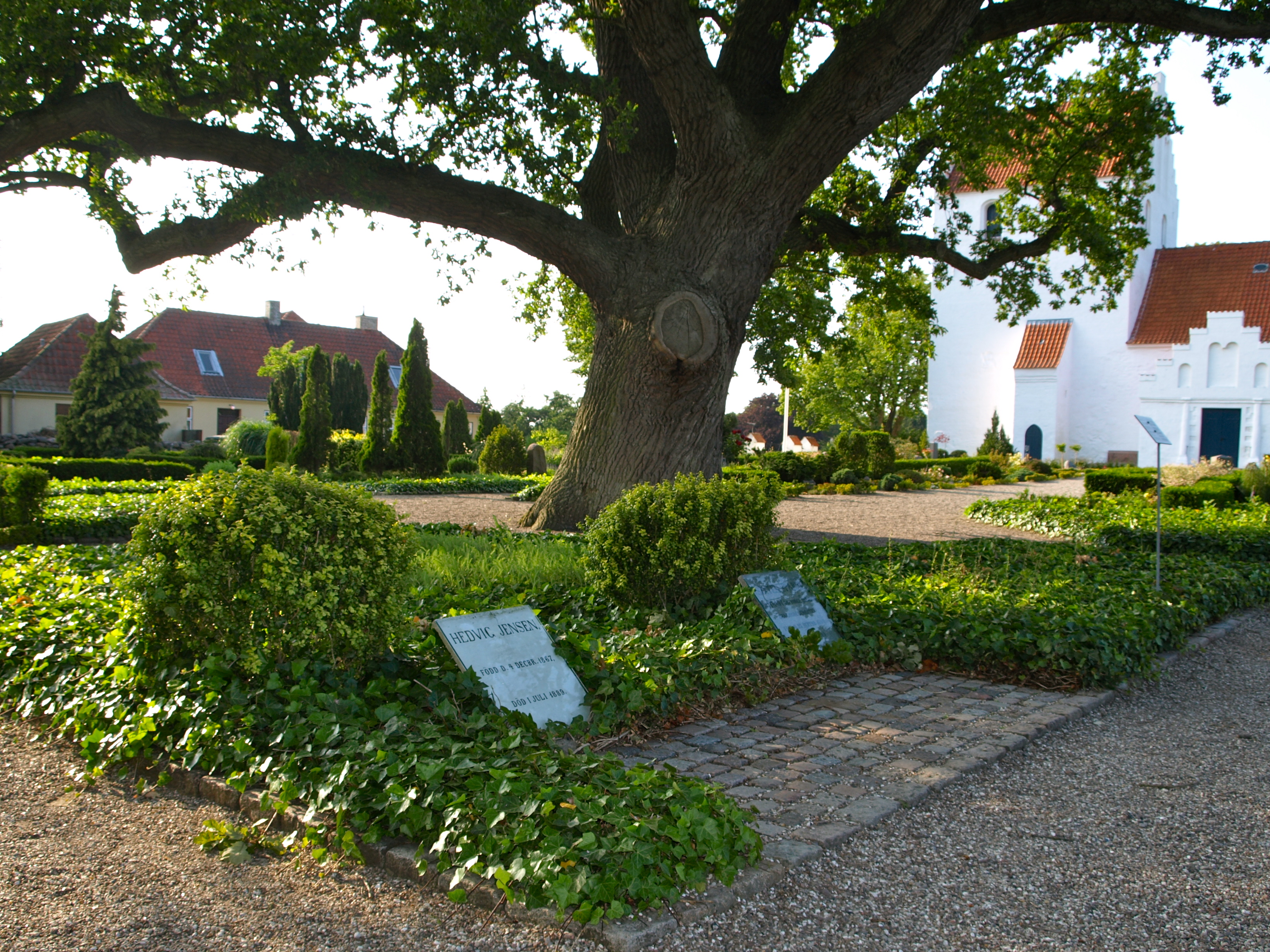
Elvira Madigans och Sixten Sparres grav på Landet Kirkegård.

Landet är en tätort i Svendborgs kommun i Region Syddanmark i Danmark. Tätorten har 290 invånare (2024). Den ligger på ön Tåsinge. Landet är beläget cirka 1 kilometer nordväst om Lundby, cirka 5 kilometer söder om Vindeby och cirka 7 kilometer söder om Svendborg. Landet Kirke ligger i byn.